# Javier Armentia
Javier Armentia Fructuoso (Vitoria, 9 de noviembre de 1962) es un astrofísico y divulgador científico español. Desde 1993, es director del Planetario de Pamplona.

## Trayectoria
Es miembro español del consejo de administración de la International Planetarium Society y ha sido vocal de la junta directiva de la Asociación Española de Comunicación Científica hasta octubre de 2015. Colabora habitualmente en prensa, radio y televisión, y ha participado en numerosos debates sobre asuntos científicos, especialmente en polémica contra teorías pseudocientíficas.
Ha presidido la Sociedad para el Avance del Pensamiento Crítico (institución dedicada al desenmascaramiento de la pseudociencia) y dirige la colección ¡Vaya Timo!, editada por Editorial Laetoli.
En 1996 dirigió el programa Crónicas marcianas, un audiovisual de 50 minutos realizado por los planetarios de Pamplona, Madrid, La Coruña y Granada, al que ponían voz Charo López, Manuel Toharia y Javier Sardá.
Desde 2002 es profesor del máster en Comunicación Científica, Médica y Ambiental de la Universidad Pompeu Fabra de Barcelona.
Entre 2012 y 2015 realizó una sección semanal dedicada a la divulgación científica en el programa "Esto me suena" de Radio Nacional con el título "El vecino de la azotea" que hace referencia a su condición de astrónomo.
También ha sido colaborador habitual en otros programas de divulgación especializada en las ciencias astronómicas, como „El Cinturón de Orión“ de la emisora municipal Radio San Vicente del Rapeig (Alicante) con el que colaboró desde 2009, Año Internacional de la Astronomía, hasta 2017, que finalizó la emisión del programa tras más de 300 emisiones.
Desde el año 2013 desarrolla, como uno de los promotores junto a Joaquín Sevilla, el proyecto "Ciencia en el bar" de divulgación científica.
Es autor desde el año 2002 de su blog Por la Boca Muere El Pez en el que comparte las columnas de opinión Milenio que escribe semanalmente para el Diario de Noticias de Navarra, así como otras reflexiones acerca de la ciencia y la sociedad.
En agosto de 2015, a iniciativa de la Sociedad Española de Astronomía, el Instituto Cervantes y el Planetario de Pamplona, del que es director, promueve e impulsa la designación del sistema planetario mu-Arae como "Cervantes". Junto a la denominación de la estrella, aceptada por la Unión Astronómica Internacional en diciembre de 2015, se designan también los planetas que orbitan Cervantes como Quijote, Dulcinea, Sancho y Rocinante.
En junio de 2017 crea una iniciativa para visibilizar relaciones entre las ciencias y el mundo LGBT, denominada "Ciencia LGTBIQ: Buscando referentes para una nueva sociedad".
El 22 de junio de 2020 participó en "Category is: Science Extravaganza", un programa de ScenioTv presentado por Nebesu y Arcadi.

## Libros
- — (1992). Supernovas. Sirius. ISBN 84-86639-60-3.

- — (1986). Observación desde Álava del cometa Halley. Colectivo de Animación Xabide. ISBN 84-398-6073-0.

- con Ramón Núñez (2002). Galileo, mensajero de las estrellas;. ISBN 84-95600-10-2.